# Битум

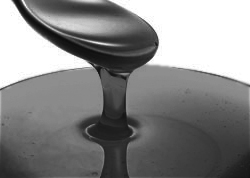
Жидкий битум, полученный из нефти

Би́тумы (от лат. bitūmen — горная смола, «асфальтовый») — продукт выветривания нефти. Твёрдые или смолоподобные продукты, представляющие собой смесь углеводородов и их азотистых, кислородистых, сернистых и металлосодержащих производных.

## Свойства
Битумы нерастворимы в воде; полностью или частично растворимы в бензоле, хлороформе, сероуглероде и других органических растворителях. Плотность битума 0,95—1,50 г/см3, его свойства зависят от качества входящих в смесь нефтей, главным образом, их окислённости и насыщенности серой. Бо́льшая часть запасов природного битума содержится в породах с низким (1—3 %) или средним (3—5 %) содержанием битума; лишь 13 % изведанных запасов залегают в породах, содержащих свыше 5 %. Причём, большинство этих богатых битумом месторождений находятся в Канаде (71 %) и Венесуэле (27 %).
Битум является аморфным веществом, то есть в твёрдом состоянии проявляет свойства жидкости. Чтобы доказать это, в 1927 году профессор Квинслендского университета Томас Парнелл поместил битум в воронку и стал ждать, когда он вытечет. Эксперимент подтвердил его теорию — первая капля упала через восемь лет. Специалисты университета продолжали наблюдения и после смерти учёного, установив за 80 лет, что битум истекает по одной капле каждые девять лет, за что в 2005 году университет удостоился Шнобелевской премии.
Технология получения битумов значительно влияет на их состав. Так, содержание смол в битумах одной и той же температуры размягчения, полученных непрерывным окислением сырья в колонном аппарате и в змеевиковом реакторе, ниже, а содержание асфальтенов и масел несколько выше, чем в битумах, полученных окислением того же сырья в кубах. Отличаются также структура компонентов и свойства готовых битумов, полученных различными способами. Известно, что даже небольшие колебания состава сырья – содержания парафиновых и ароматических углеводородов, асфальтенов и других компонентов оказывают огромное влияние на качество получаемых битумов.

## Классификация

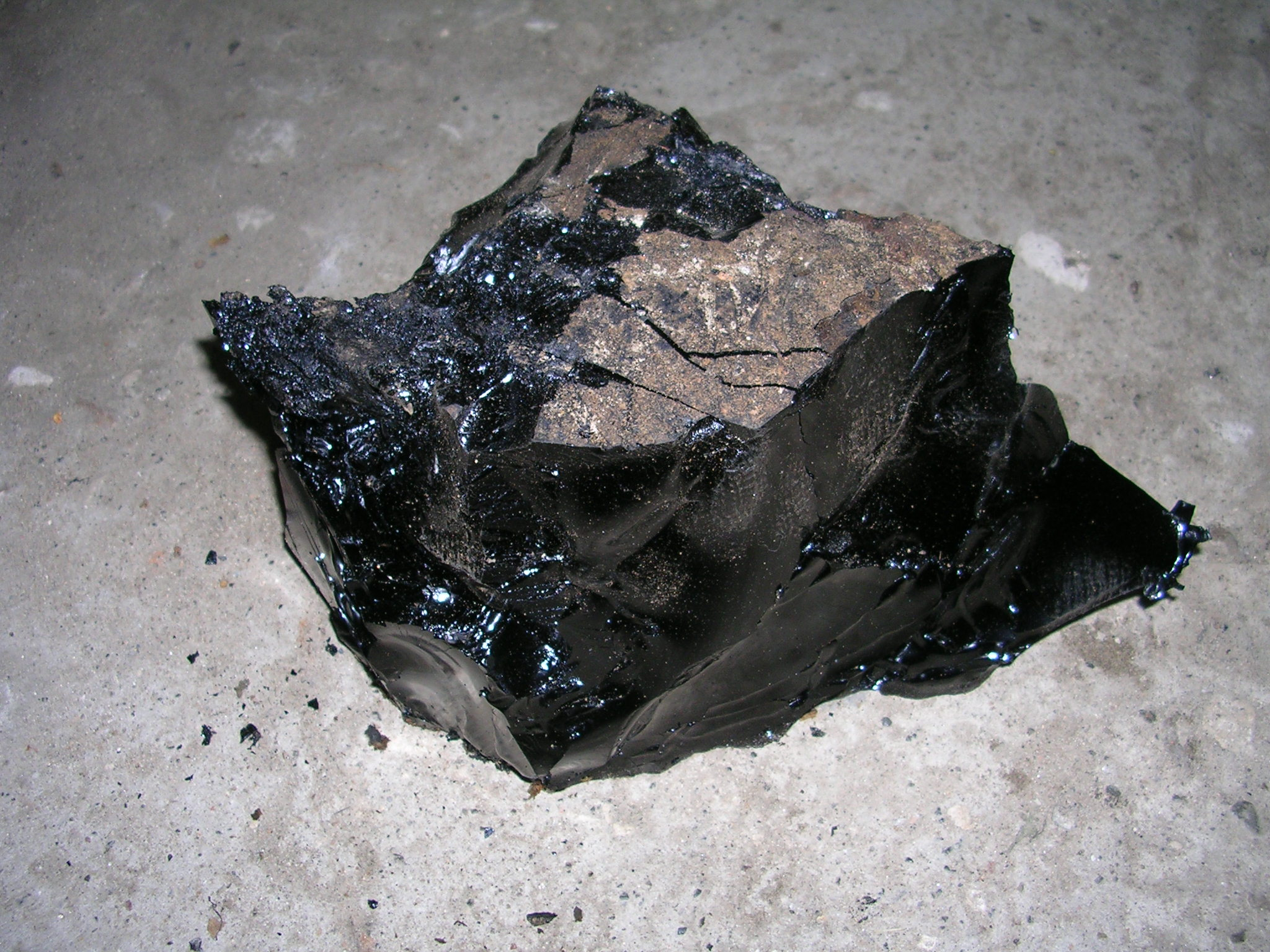
Битум

Природные битумы — полезные ископаемые органического происхождения с первичной углеводородной основой. К ним относятся естественные производные нефти, образующиеся при нарушении консервации её залежей в результате химического и биохимического окисления или тектонических процессов. Их добычу проводят главным образом карьерным или шахтным способом (битуминозные пески).
По составу, зависящему от состава исходных нефтей и условий их преобразования, условно подразделяются на несколько классов:
- мальты
- асфальты
- асфальтены
- кериты
- озокериты
- гуминокериты
- антраксолиты
- нафтиды[5]
- нафтоиды.

Искусственные битумы (технические битумы) — это остаточные продукты переработки нефти, каменного угля и сланцев. По составу схожи с природными битумами.

## История
Битум — древнейший строительный и отделочный материал. Как показали раскопки в сирийском урочище Умм-аль-Тлель, о клеящих свойствах природного битума было известно еще неандертальцам в эпоху неолита, применявшим разогретый битум для прикрепления каменных наконечников к древкам копий. Битумная посуда предшествовала глиняной. Битум использовали в строительстве для изоляции достаточно редкого для Месопотамии дерева. Природный битум часто использовался как связующее вещество при создании мозаик из полудрагоценных камней и раковин (Урский штандарт, мозаичное панно из аль-Убейда).
В древнем мире монополия на природный битум изначально принадлежала Месопотамии и составляла значительную часть экспорта. В Древнем Египте битумом пользовались для бальзамирования и мумификации. В Древнем Шумере эту субстанцию называли «эсир», аккадцы — «идду», арабы, проживавшие на территории Ирака, дали ей много имён: «сайали», «зифт» и «кар». В древности битум использовался также для строительства ассирийских и вавилонских домов, дорог, каналов и систем орошения. Здесь он проявлял свои гидроизоляционные свойства. Существует гипотеза о том, что при строительстве Висячих садов Семирамиды также использовали битум.

## Добыча и переработка природных битумов

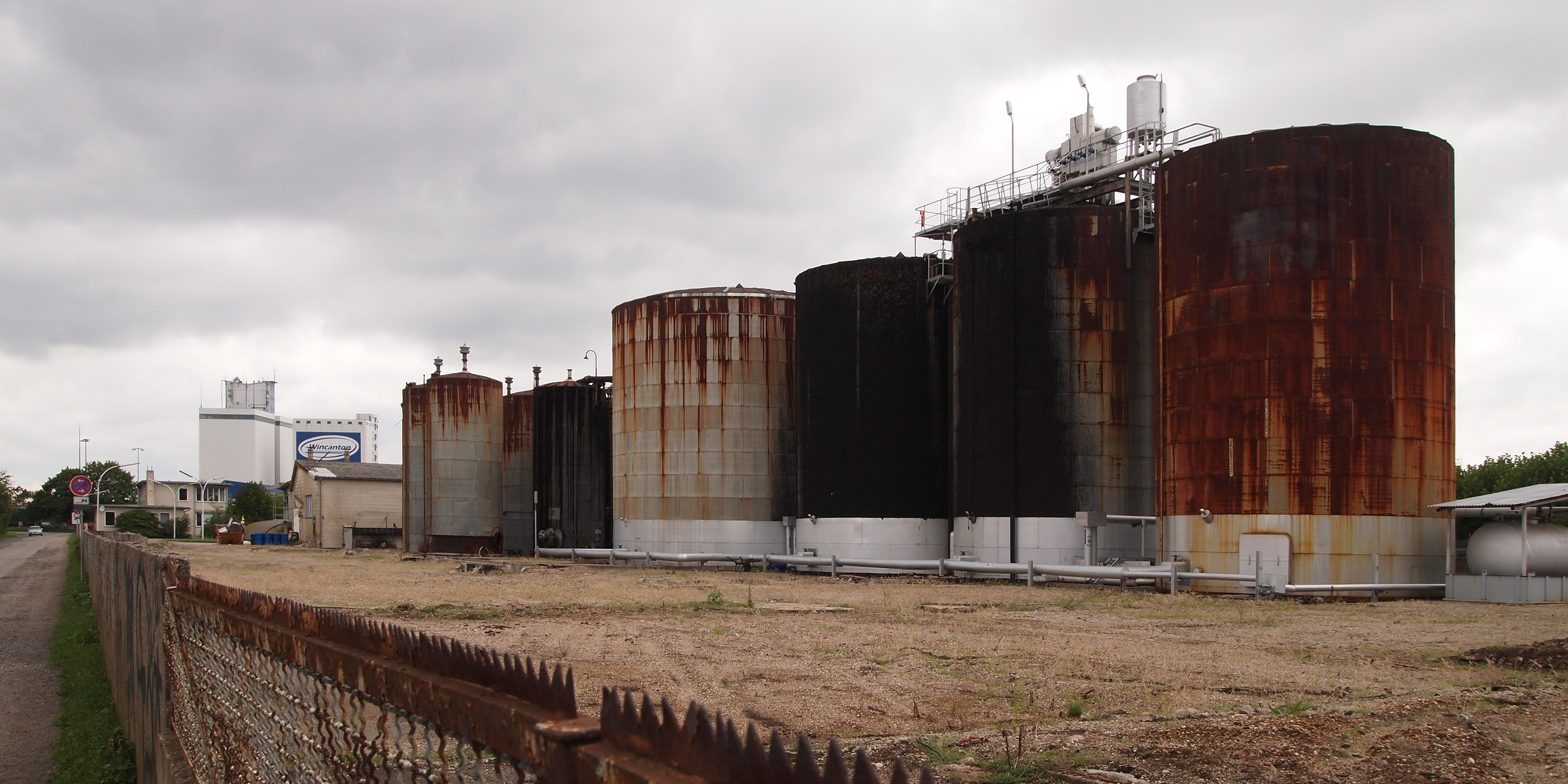
Баки для битума

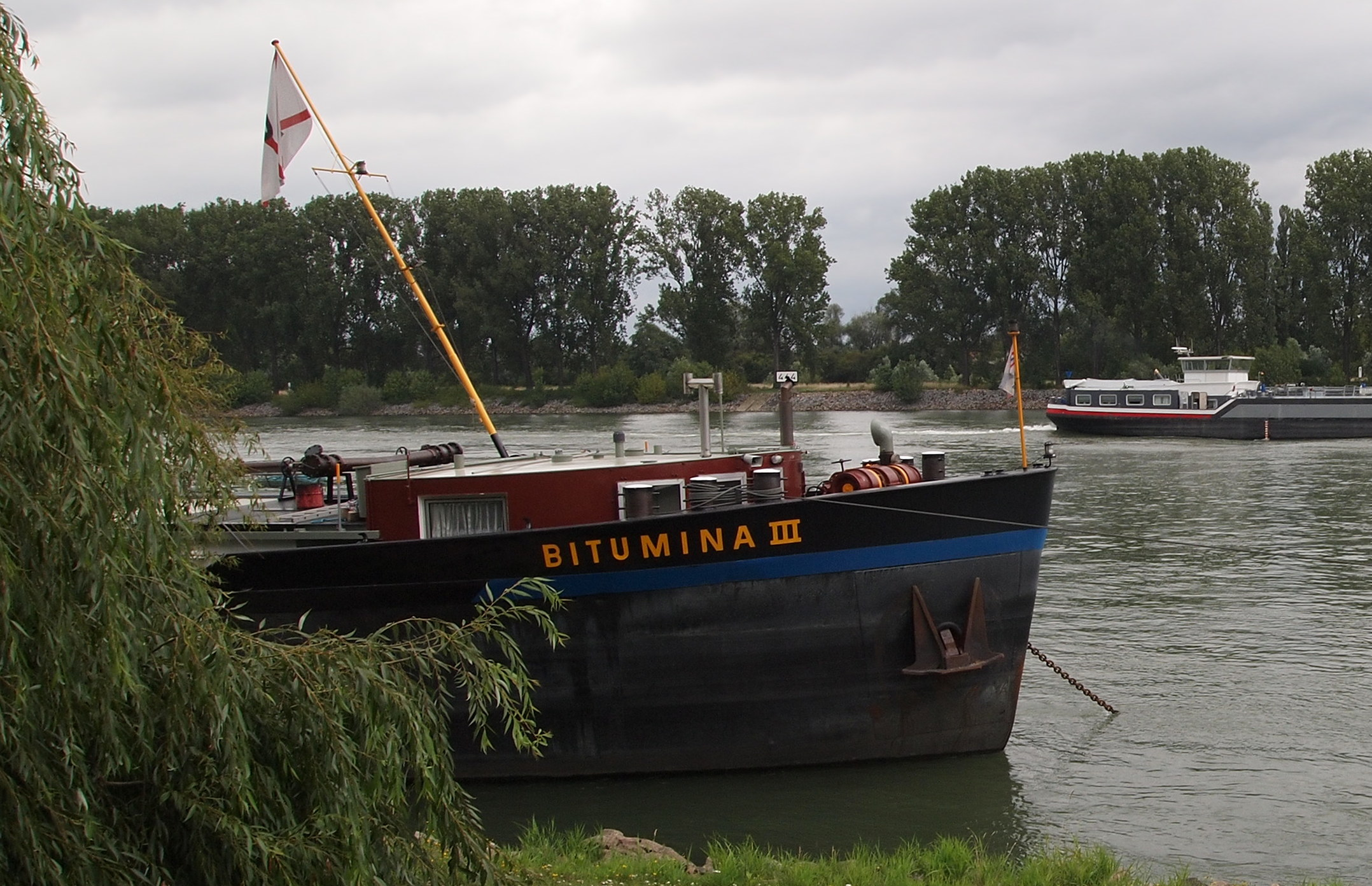
Танкер для битума

Процесс добычи и комплексной переработки природных битумов производится в следующей последовательности:
- добыча битумосодержащей породы;
- разделение битумосодержащей породы на органическую и минеральные части;
- транспортировка битума;
- переработка битума.

В зависимости от условий залегания и физических свойств сырья разработка месторождений природных битумов осуществляется следующими способами:
- карьерным и шахтным очистным, при которых породу извлекают на поверхность, где из неё экстрагируют битум растворителем или горячей водой с добавкой эмульгирующих составов;
- шахтным дренажным, при котором природные битумы добываются в шахте самотёком через систему восходящих дренажных скважин, пробурённых из горных выработок;
- скважинным внутрипластовым, при котором природные битумы добываются путём термического или иного воздействия на битумонасыщенные породы через скважины, пробурённые с поверхности.

Рудничными (карьерным и шахтным) способами разрабатываются месторождения с битумонасыщенностью вмещающих пород не менее 10 % и глубиной залегания 60 — 90 метров. Коэффициент извлечения битума при этом до 85 — 90 %. Примером такой добычи является Ярегское нефтяное месторождение в Республике Коми.
Скважинными способами разрабатываются месторождения жидких природных битумов (битуминозная нефть) с глубиной залегания, как правило, более 100 метров. При скважинных способах коэффициент нефтеотдачи достигает в среднем 30 %. В Татарстане битуминозную сверхвязкую нефть в экспериментально-показательном и пока убыточном проекте добывают на Ашальчинском месторождении. Здесь пробурено несколько пар дугообразных с выходом на дневную поверхность скважин. В паре скважины располагаются параллельно друг над другом на расстоянии несколько метров. Одна скважина предназначена для закачки пара, прогревающего пласт, другая — для откачки нефти, ставшей менее вязкой под воздействием прогрева.
Природные битумы не являются сами по себе товарным продуктом, как нефть или газ. Для получения из них товарного продукта нужны дополнительные технологические процессы. В качестве товарного продукта переработки природных битумов может рассматриваться «синтетическая нефть» — вид сырья, альтернативный природной нефти. Кроме того, являясь многокомпонентным полезным ископаемым, природные битумы помимо углеводородов нередко содержат нафтеновые кислоты, сульфокислоты, простые и сложные эфиры, серу, редкие цветные металлы (ванадий, никель, рений) в кондиционных концентрациях. Минимальная концентрация ванадия в природных битумах, при которой выгодна его промышленная добыча составляет 120 г/т, а никеля — 50 г/т.

## Применение
Битумы — широко распространённый и известный инженерно-строительный материал, используемый в разных сферах:
- для устройства гидроизоляции в строительстве дорог, зданий и сооружений, прокладке трубопроводов;
- в производстве асфальтобетона;
- при изготовлении кровельных материалов;
- в лакокрасочной и кабельной промышленности;
- для заливочных аккумуляторных мастик и др.

Битумы обладают недостатками при использовании их в дорожном строительстве. К ним относятся:
- высокая термическая чувствительность (размягчение при высоких температурах и хрупкость при низких);
- плохие механические характеристики и низкая упругость;
- склонность к старению (высыхание).

Для решения этой проблемы в дорожном строительстве используют «модифицированный битум».
Битум долгое время не считался целевым продуктом нефтепереработки, совершенствованию технологии его производства не уделялось должного внимания. Именно качество битума является основной проблемой некачественных дорог в Казахстане и России . Низкие эксплуатационные характеристики материалов, используемых в дорожном строительстве, в том числе и битумов, привели к тому, что уже на третий и четвертый год требуется проведение ремонта автомобильных дорог, тогда как в других странах межремонтный период составляет 10–12 лет. 

## Методы анализа битума
- Метод испытания битума на твердость.
- Испытания битума на температуру размягчения по ГОСТ 32054 — 2013 [15].
- Испытания битума на растяжимость.
- Испытания битума на температуру вспышки.
- Определение фракционного состава по ГОСТ 32269— 2013 метод разделения нефтяных битумов на четыре определенные фракции: насыщенных углеводородных соединений, нафтеновых ароматических соединений, полярных ароматических соединений и асфальтенов[16]